# Чемеровцы
Чемеровцы (укр. Чемерівці) — посёлок в Каменец-Подольском районе Хмельницкой области Украины.

## География
Посёлок расположен на реке Жванчик, на территории национального парка Подольские Товтры.

## История
Согласно одной из легенд по версии Михаила Орловского в повести «Роксолана или Анастасия Лисовская» (1880 год), Роксолана —жена османского султана Сулеймана I и мать Селима II — была родом из Чемеровец. Но эта версия отклоняется, так как село основано в 1565 году, через 7 лет после смерти Роксоланы.
После второго раздела Речи Посполитой в 1793 году Чемеровцы оказались в составе Российской империи. В 1797 году получили Магдебургское право. В 1880 году являлись местечком Каменец-Подольского уезда Подольской губернии с населением 992 человека.
В ходе Великой Отечественной войны с 9 июля 1941 до 25 марта 1944 года село было оккупировано.
В 1959 году селение получило статус посёлка городского типа, в 1963 году здесь было открыто медицинское училище. Крупнейшим предприятием посёлка являлся маслодельный завод.
В мае 1995 года Кабинет министров Украины утвердил решение о приватизации находившихся здесь АТП-16847 и райсельхозтехники, в июле 1995 года было утверждено решение о приватизации райсельхозхимии.

## Население
В 1903 году численность населения составляла 1192 человека, здесь еженедельно проходили ярмарки, действовали пивоваренный завод, несколько торговых лавок, православная церковь и синагога.
В январе 1989 года численность населения составляла 5528 человек.
По состоянию на 1 января 2013 года население составляло 5346 человек.

## Транспорт
Находится в 15 км от железнодорожной станции Закупное на линии «Копычинцы—Ярмолинцы» Юго-Западной железной дороги.

## Известные уроженцы
- Яновер, Давид Захарович (1905 — 1972) — деятель советского кинематографа, режиссёр, актёр, организатор кинопроизводства.